# Albano Dante Fachin
Albano Dante Fachin Pozzi (Bahía Blanca, 22 de abril de 1976) es un político hispano-argentino. Fue miembro de Podemos hasta 2017, momento en el que también dimitió como secretario general del partido en Cataluña. Fue diputado de la xi legislatura del Parlamento de Cataluña en el grupo parlamentario de Catalunya Sí Que Es Pot, ejerciendo de portavoz adjunto de este.

## Biografía
Nació en Bahía Blanca, una ciudad de la provincia de Buenos Aires, Argentina en 1976. A pocos días de cumplir los 16 años, el 4 de abril de 1992, llegó a España con sus padres y sus dos hermanos. Estudió en el IES Sa Palomera de Blanes (Gerona) y posteriormente Filología Inglesa en la Universidad de Barcelona pero abandonó la carrera sin terminarla para iniciar el proyecto Cafè amb llet.
En 2004 fue cofundador junto a Marta Sibina de la revista Cafè amb llet, fundada en Blanes, de distribución mensual gratuita en Cataluña.
En 2011 empieza a investigar y publicar sobre el funcionamiento de la sanidad pública catalana.
En 2013 publica junto con Marta Sibina el libro Artur Mas: ¿dónde está mi dinero? con el resultado de toda la investigación y en 2014 participa en el libro Conversación entre Alberto San Juan y Cafèambllet. El placer de pasar a la acción editado por Icaria.

### Trayectoria política
Inició el activismo en la calle con el movimiento 15-M y desde entonces compagina el activismo con el periodismo.
Ha participado en diversos colectivos en defensa de la sanidad pública como Units pel CAP (en defensa de los centros de atención primaria de La Selva) o Dempeus per la Salut Pública presidido por Àngels Martínez Castells y ha colaborado con el Círculo de Sanidad de Podemos Cataluña.
Es miembro e impulsor del movimiento Proceso Constituyente en Cataluña creado en abril de 2013 para promover un cambio de modelo político, económico y social, liderado por Arcadi Oliveres y Teresa Forcades.
En enero de 2014 fue uno de los firmantes del manifiesto Mover ficha lanzado por intelectuales y activistas haciendo un llamamiento para convertir la indignación en cambio político y crear una candidatura popular para la recuperación de la soberanía popular para las elecciones europeas.
En junio de 2015 ganó las primarias de Podemos Barcelona para ser cabeza de lista en las elecciones autonómicas de Cataluña del 27-S con un 64 % de los votos. Presentó su candidatura a primarias con un manifiesto en el que abogaba construir una amplia mayoría social y política para desalojar a Convergencia Democrática de Cataluña (CDC) del Palacio de la Generalidad en las elecciones del 27-S que fue firmado por la Secretaria General de Podemos Cataluña Gemma Ubasart y el Secretario General de Podem Barcelona Marc Bertomeu. 
Al informar a "Proceso Constituyente" de su decisión de presentarse a primarias manifestó su decisión de seguir siendo miembro de base del movimiento.
A pesar de haber sido el ganador de las primarias de Podemos Cataluña ocupó el quinto puesto de la lista Catalunya Sí que es Pot porque Podemos primero promovió como número dos a la escritora Gemma Lienas y luego, para respetar la alternancia de hombres y mujeres en la lista, fue designada como número cuatro Àngels Martínez Castells, próxima a Fachin. En las elecciones al Parlamento de Cataluña el 27 de septiembre de 2015 fue elegido diputado.
Ya como diputado, en julio de 2016 ganó las elecciones primarias celebradas para constituir la nueva directiva de Podemos en Cataluña. Obtuvo el 41,96 %, 2453 apoyos sobre un total de 6927 votos emitidos. En esas primarias superó, entre a otros, al diputado en el Congreso, Raimundo Viejo, candidato de la línea más cercana a Pablo Iglesias y a Jéssica Albiach, también diputada del Parlamento de Cataluña.
El 6 de noviembre de 2017 dimitió como Secretario General de Podemos en Cataluña.
En octubre de 2018 entró a formar parte del Consejo Asesor para el Impulso del Foro Cívico y Social para el Debate Constituyente, un órgano consultivo dedicado a fomentar el debate sobre el proceso de autodeterminación de Cataluña y organizar un foro constituyente para sentar las bases de una hipotética República Catalana.
Fue cabeza de lista de la candidatura del Front Republicà en las elecciones al Congreso por Barcelona, que no consiguió representación parlamentaria.
En octubre de 2019, tras desistir el Front Republicà en sus intenciones de presentarse a las elecciones generales de España de noviembre de 2019, Fachin anunció su respaldo a la candidatura postconvergente de Junts per Catalunya.

## Vida personal
Es pareja de la política y enfermera Marta Sibina, cofundadora con Albano Dante Fachin de la revista Cafè amb llet, diputada por Barcelona de En Común Podemos al Congreso de los Diputados.

## Publicaciones
- 2013 "Artur Mas: ¿dónde está mi dinero" con Marta Sibina. Prólogo: Teresa Forcades y Àngels Martínez Castells. Revista Cafè amb llet.